# 邾隱公
邾隐公（？—？），曹姓，名益，為春秋諸侯國邾国君主第17代君主，是邾莊公的儿子。第一次在位19年，被吴国俘虏废黜，后来逃到鲁国、齐国。吴王夫差立他的儿子邾桓公继位。前473年，越王勾践灭吴，扶植邾隱公复位。前471年，邾隱公暴虐，越國把他废黜，立他的儿子邾子何继位。邾隱公死在越国。
| 前任： 邾莊公 | 春秋邾国君主 前506年－前487年 | 繼任： 邾桓公 |
| 前任： 邾桓公 | 春秋邾国君主 前473年－前471年 | 繼任： 邾子何 |